# جوليانا ليسكيفيتش
جوليانا ليسكيفيتش (بالإنجليزية: Julianna Lisziewicz)‏‏ (30 مارس 1959 في بودابست - ) عالمة أحياء، وكيميائية، وعالمة مناعة، ولاعبة كرة سلة من المجر.

## روابط خارجية
- جوليانا ليسكيفيتش على موقع الاتحاد الدولي لكرة السلة (الإنجليزية)